# Niedersächsischer Schachverband
Der Niedersächsische Schachverband e. V. (NSV) wurde am 8. November 1924 in Hannover gegründet und hat dort seinen Sitz. Er ist einer von 17 Landesverbänden des Deutschen Schachbundes. Der NSV besteht aus 6 Bezirken mit ca. 160 Vereinen (Stand: Mai 2021) in Niedersachsen. Als Fachverband Schach ist der NSV Mitglied im Landessportbund Niedersachsen e. V.

## Gliederung
Als seinen Gründungstag sieht der Verband den 8. November 1924, an dem die Schachverbände Hannover und Braunschweig fusionierten. Aus diesem Zusammenschluss entstand in der zweiten Hälfte der 40er-Jahre der niedersächsische Verband in seiner heutigen Form.
Der Niedersächsische Schachverband setzt sich aus sechs Bezirken zusammen:
- Der Bezirk I Hannover umfasst die Landkreise Region Hannover, Schaumburg, Nienburg und Diepholz.[4][5][6]
- Der Bezirk II Braunschweig umfasst die Landkreise Gifhorn, Peine, Helmstedt und Wolfenbüttel sowie die kreisfreien Städte Braunschweig, Salzgitter und Wolfsburg.
- Der Bezirk III Südniedersachsen umfasst die Landkreise Hameln-Pyrmont,[7] Hildesheim, Holzminden, Goslar, Northeim und Göttingen.[8]
- Der Bezirk IV Lüneburg umfasst die Landkreise Cuxhaven[4], Celle, Uelzen, Lüchow-Dannenberg, Lüneburg[9], Harburg, Heidekreis, Rotenburg (Wümme), Stade, Verden[4] und Osterholz.[10]
- Der Bezirk V Oldenburg-Ostfriesland umfasst die Landkreise Aurich, Wittmund, Leer, Friesland, Cloppenburg, Vechta, Ammerland, Oldenburg und Wesermarsch[4] sowie die kreisfreien Städte Delmenhorst,[10] Emden, Oldenburg (Oldb) und Wilhelmshaven.
- Der Bezirk VI Osnabrück-Emsland umfasst die Landkreise Emsland,[6] Grafschaft Bentheim und Osnabrück[6] sowie die kreisfreie Stadt Osnabrück.

## Herausragende Spieler
Die besten aktiven niedersächsischen Spieler nach Wertungszahl waren am 4. Mai 2021 Großmeister Alon Greenfeld (SV Lingen, ELO 2502), Internationaler Meister Ilja Schneider (HSK Lister Turm, 2479), IM Dennes Abel (HSK Lister Turm, 2462) und IM Albert Bokros (MTV Tostedt, 2458). Die besten Spielerinnen sind WIM Katharina Newrkla (SK Lehrte, 2249), Natalia Robbers (SC Hümmling, 2195) und Claudia Cousin-Sauer (SK Neustadt, 2195). Weiterhin haben mit beispielsweise GM Alexander Naumann (SC 81 Schneverdingen, 2533) und GM Helmut Pfleger (SC Sottrum, 2477) weitere namhafte Spieler eine passive Mitgliedschaft in einem niedersächsischen Verein.
Im Laufe der Jahre haben auch einige Weltklassespieler in Niedersachsen Station gemacht, zum Beispiel die Schachweltmeister Anatoli Karpow (Stadthagen), Alexander Chalifman (Stadthagen) und Seniorenweltmeister Viktor Kortschnoi (Lingen).

## Klasseneinteilung
Der Niedersächsische Schachverband bildet im Mannschaftsspielbetrieb eine Spielgemeinschaft mit dem Landesschachbund Bremen. Die höchste Spielklasse ist die Landesliga, die in den Staffel Nord (Bremen sowie die Bezirke IV, V und VI) und Süd (Bezirk I, II, III) ausgetragen wird. Darunter schließt sich die Verbandsliga in den Staffeln Nord (Bremen und Bezirk IV), West (Bezirk V und VI), Ost (Bezirke II und III) und Süd (Bezirk I) an. Unterhalb des Spielbetriebs des Niedersächsischen Schachverbandes folgen die jeweils höchste Spielklasse der sechs Bezirke sowie die Stadtliga Bremen und weitere Untergliederungen.
Oberhalb der Landesliga folgen die Oberliga Nord (Staffel West), die 2. Bundesliga und die 1. Schach-Bundesliga.

## Präsidenten des NSV
| Präsident | Zeitraum             |
| --------- | -------------------- |
| 1924–1941 | Otto Fuß             |
| 1941–1945 | Egon Ohms            |
| 1947–1951 | Hermann Lücke        |
| 1951–1957 | Erwin Kabitz         |
| 1957–1958 | Hermann Lücke        |
| 1958–1963 | Heinz Hohlfeld       |
| 1963–1966 | Rudolf Seebaß        |
| 1966–1972 | Heinz Hohlfeld       |
| 1972      | Horst Klostermann    |
| 1972–1978 | Rudolf Seebaß        |
| 1978      | Gerhard Willeke      |
| 1978–1991 | Rudolf Seebaß        |
| 1991–1993 | Heinz-Jürgen Gieseke |
| 1993–2000 | Joachim Hagemann     |
| 2000–2005 | Manfred Tietze       |
| 2005–2007 | Detlef Wickert       |
| seit 2007 | Michael S. Langer    |